# Andrea Innesto
Andrea Innesto (Bologna, 10 settembre 1964) è un sassofonista italiano.

## Carriera
Soprannominato "Cucchia", è stato il sassofonista della Steve Rogers Band e di Vasco Rossi dal 1985 al 2017. Dal 2023 collabora con Niccolò Moriconi in arte Ultimo.
Intraprese lo studio del flauto traverso all'età di 11 anni da un maestro privato diplomato al conservatorio "Santa Cecilia" frequentando il suo corso musicale per 7 anni. In contemporanea, sempre con il medesimo maestro   intraprese anche lo studio del sax alto e soprano dall'età di 15 anni.
Negli anni 80 frequenta varie cantine bolognesi suonando saltuariamente con il gruppo degli Skiantos e dei Wind open.
Ha iniziato nel 1982 l'attività professionale suonando al Bandiera Gialla di Rimini con un gruppo cover anni sessanta, Marzio e i Bandiera Gialla, detto anche Macho Band, che raggiunse con il brano “I'm a Man” la Top Ten negli Stati Uniti. Nel 1983 incontra Sergio Bardotti e inizia a incidere con artisti quali Loredana Bertè, Ornella Vanoni e Umberto Bindi. Nel 1984 al Bandiera Gialla di Rimini, conobbe il gruppo di Vasco Rossi, la Steve Rogers Band assieme al suo produttore Guido Elmi, che lo contattarono per un provino l'anno successivo. Entrò a far parte in pianta stabile nel 1985 con lo staff musicale di Vasco Rossi e realizzando in contemporanea il primo album della Steve Rogers Band “I duri non ballano”. Nel 1986 collabora con un altro artista italiano, Gianni Morandi nell'album “Le italiane sono belle”.
Nel 1987 inizia così il tour di Vasco “C'è chi dice no” nei maggiori palasport italiani; l'anno seguente la Steve Rogers Band ottiene la massima popolarità con il secondo album “Alzati la gonna”.
Nel 1989, lascia la Steve, proseguendo la collaborazione con il rocker di Zocca.
Numerose sono però le varie produzioni e collaborazioni che Andrea compie nel corso degli anni: nel 1990 raggiunge le prime 10 posizioni nella classifica inglese con la produzione dance "Tingo Tango". Nel 1992, collabora per la realizzazione dell'album di Ector Dona facendosi conoscere in Spagna. Nel 1994 partecipa anche a manifestazioni extra musicali, come la realizzazione di tutta la colonna sonora per Enrico Coveri nelle sfilate parigine “Pret a Porter 94/95”. Nel 1997 registra con Patty Pravo in studio col brano scritto da Vasco Rossi, Gaetano Curreri e da Roberto Ferri in “E dimmi che non vuoi morire”, presentata anche al Festival di Sanremo dello stesso anno e suonata in tournée realizzando circa 80 concerti. Nel 1998 continua la sua collaborazione nella band di Patty Pravo, realizzando 45 concerti in tutta Italia. Nel 1999 incide il suo album in proprio "Rispetto Alla Melodia", inserendo brani italiani popolari rivisitati in diversi arrangiamenti jazzistici e non. Nell'estate del 2000 partecipa in qualità di sassofonista-attore al Road Movie "Eldorado" sulle strade dell'Australia nel periodo di agosto e settembre, con Shel Shapiro, Angelo Cannavacciuolo, percorrendo un viaggio di 9600 km attraverso il deserto: da Perth a Cairns.
Nel 2001 partecipa al "Pavarotti International" con Patty Pravo.
La collaborazione con Nicoletta Strambelli in arte Patty Pravo dal 1997 al 2007 .
Nel 2004 registra nel disco di Biagio Antonacci nel disco Convivendo 1.
Nel 2006 collabora con Michele Fazio e Damiano Marino per la realizzazione di 3 brani nell'album "Waves".
Nel 2012 suona nel cd Di bene in meglio di Mauro Patelli, storico chitarrista di Luca Carboni al suo esordio solista.
Nel 2017 partecipa al mega concerto con Vasco Rossi MODENA PARK  con 225.000 presenze.

Il 1 Luglio 2023 annuncia la nuova collaborazione con Niccolò Moriconi in arte ULTIMO, facendo parte al tour "la favola continua...2023 Tour Stadi.
nel 2024 fa parte del Tour stadi 2024 La favola continua di Niccolò Moriconi in arte ULTIMO.